# Haniya Aslam
Haniya Aslam (Karachi, 1984-11 de agosto de 2024) fue una música, guitarrista y compositora pakistaní.
Haniya fue una cantante popular banda Zeb and Haniya junto con su prima Zebunnisa Bangash en 2007. Se convirtió en la primera banda paquistaní exclusivamente de mujeres. Obtuvo un amplio reconocimiento con su interpretación de Chal Diye en Coke Studio Pakistán.
En 2014, dejó la banda para estudiar ingeniería en sonido y producción musical en Canadá y seguir una carrera musical en solitario.

Falleció 11 de agosto de 2024 a los 39 años, a causa de un paro cardíaco.